# Kerstin Hellström
Kerstin Viktoria Hellström Walan, född Hellström 23 januari 1950 i Uppsala, död 7 december 2014 i Haga, Göteborg, var en svensk skådespelare, lärare i skådespeleri och teaterregissör. 
Hon har medverkat i film, TV och radio och har varit engagerad vid Atelierteatern 1976–1981, Folkteatern 1983–1995 med bland annat Peer Gynt regisserad av Lennart Hjulström och Efter föreställningen regisserad av Bo Widerberg. 
Hellström var medlem i Svenska Teaterförbundet sedan 1976. Som pedagog har hon anlitats av bland annat Teaterhögskolan i Göteborg, Institutet för dramatik vid Göteborgs universitet, Nordiska folkhögskolan i Kungälv, Skara skolscen, Wendelsbergs folkhögskola och Amatörteaterns riksförbund. Hon är begravd på Norra begravningsplatsen utanför Stockholm.

## Filmografi
- 1982 – Flickan som inte kunde säga nej
- 1983 – P&B
- 1984 – Taxibilder (TV-serie)
- 1990 – Kurt Olsson – filmen om mitt liv som mig själv
- 1991 – På öppen gata
- 1992 – Efter föreställningen
- 1992 – Damen i handskdisken
- 1993 – Blank päls och starka tassar
- 1993 – Konsulten
- 1993 – Polisen och domarmordet (TV-serie)
- 1994 – Lust
- 1995 – En på miljonen
- 1996 – Harry & Sonja
- 1997 – En fyra för tre (TV-serie)
- 1999 – S:t Mikael (TV-serie)
- 1999 – Hem till byn (TV-serie)
- 2000 – Sjätte dagen (TV-serie)
- 2002 – Familjen (TV-serie)
- 2003 – De drabbade (TV-serie)
- 2003 – Kopps
- 2007 – Andra Avenyn (TV-serie)